# Mark Huizinga
Mark Huizinga (10 de setembro de 1973) é um judoca holandês.
Foi campeão olímpico em Sydney, 2000, além de obter duas medalhista de bronze em Atlanta, 1996 e Atenas, 2004.
Foi medalha de bronze no Campeonato Mundial de Judô de 2005, além de pentacampeão europeu.